# Alain Cotta
Alain Cotta és un economista francès nascut el 16 de febrer de 1934. Professor a l'Escola d'estudis comercials superiors de París i a la Universitat París-Dauphine, i autor d'un gran nombre d'obres econòmiques.

## Biografia
Fill de Jacques Cotta, advocat penalista i alcalde SFIO de Niça després de l'alliberament (del 1945 al 1947) i d'Hélène Scoffier (advocada). Alain Cotta és germà de la periodista Michèle Cotta, germanastre del periodista i realitzador Jacques Cotta i de l'advocada Françoise Cotta.
Diplomat a l'HEC París, agregat de dret i de ciències econòmiques, començà la seva carrera a la universitat de Caen, que hi anà el 1960 i a continuació el 1968 participà en la creació de la Universitat Dauphine. Pren la direcció de la UFR «Ciències de les Organitzacions» fins al 1975. S'assegurà la direcció del CREPA des del 1971. Dirigeix el DEA 101 «política general de les organitzacions» fins al 2002. El DEA 101 ha esdevingut el Màster 2 101 «Política general de les organitzacions».
Ha tingut una emissió mensual a Ràdio Courtoisie de mitjans de 2011 fins a mitjans de 2013.
És membre de la Comissió Trilateral i del Siècle.
Milita per una sortida de França de l'euro.

## Obres
- La Dépréciation du capital et le sujet économique, 1958
- La Théorie générale du capital, de la croissance et des fluctuations, 1966
- Analyse quantitative de la croissance en pays sous- développés, 1967
- Dictionnaire de science économique, 1970
- Taux d'intérêt, plus-values et épargne en France et dans les nations occidentales, 1977
- Le Capitalisme, 1977
- La France et l'impératif mondial, 1978
- Réflexions sur la grande transition, 1979
- La Société ludique : La Vie envahie par le jeu, 1980
- Le Triomphe des corporations, 1983
- Le Corporatisme (collection « Que sais-je ? »), 1984
- Les 5 erreurs, 1985
- L'Homme au travail, 1987
- La France en panne, 1991
- Le Capitalisme dans tous ses états, 1991
- Pour l'Europe, contre Maastricht, 1992
- La Société du jeu, 1993
- Un nouveau président pour rien, 1994
- La Troisième Révolution Française, 1995
- L'Ivresse et la Paresse, 1998
- Wall Street ou le Miracle américain, 1999
- Une glorieuse stagnation, 2003
- Le Rose ou le Noir, 2006
- Le Corporatisme, stade ultime du capitalisme, 2008
- Sortir de l'euro ou mourir à petit feu, 2010[7]
- Le Règne des oligarchies, 2011
- La Domestication de l'humain, 2015